# Staunton-Figuren

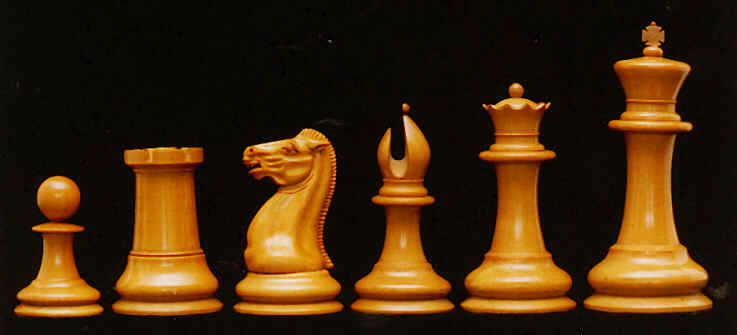
Ursprüngliches Design der Staunton-Figuren, von links nach rechts:
Bauer, Turm, Springer, Läufer, Dame, König

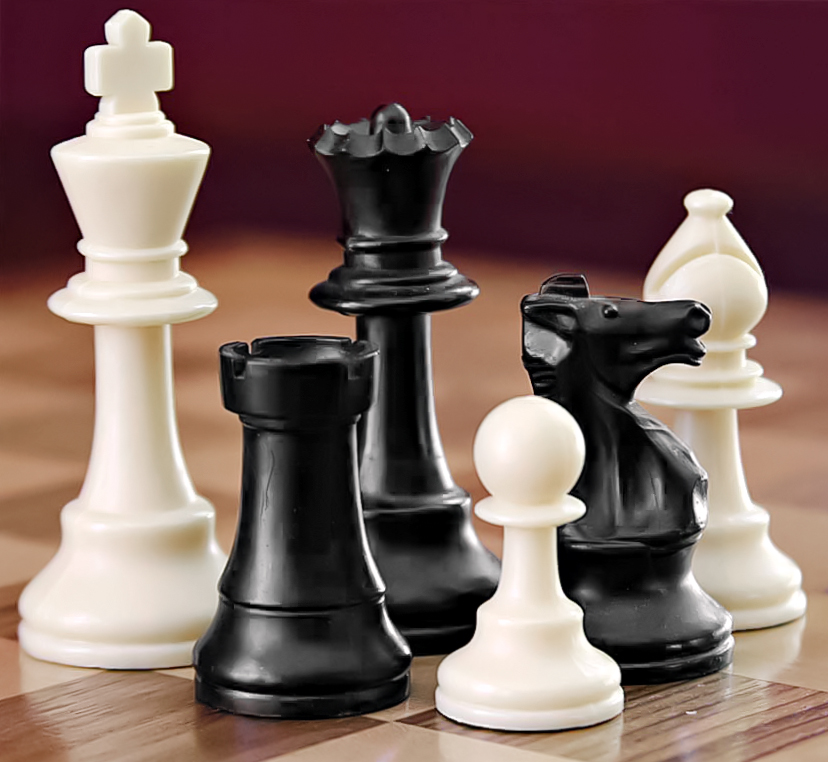
Moderne Staunton-Figuren

Die Staunton-Figuren sind Schachfiguren einer bestimmten Form, die nach dem britischen Schachmeister Howard Staunton benannt sind. Sie wurden 1849 eingeführt und entwickelten sich später zum Standardtyp, deren Benutzung vom Weltschachbund (FIDE) bei Turnierkämpfen empfohlen wird. 

## Entstehung
Der Figurensatz wurde von dem Engländer Nathaniel Cook, einem Bekannten Stauntons, entworfen. Nach einer anderen Theorie stammt der ursprüngliche Entwurf von Cooks Schwager, dem Kunsthandwerker John Jaques. Cook ließ jedenfalls das Muster am 1. März 1849 registrieren. Das Design wurde von Staunton in The Illustrated London News gelobt.
Drei Jahre später erhielt der Figurensatz den Namen des berühmten Schachmeisters. Dies diente zum einen Werbezwecken, zum anderen sollten durch ein von Staunton unterschriebenes Echtheitszertifikat, für das er am Umsatz beteiligt wurde, Nachahmer abgeschreckt werden. Wegen ihrer eleganten, klassizistisch anmutenden Form wurden die Staunton-Figuren rasch populär. Die Gestaltung der Springer-Köpfe richtete sich offenbar nach Vorbildern der altgriechischen Elgin Marbles.

## Entwicklung zur Standardform
In der Folgezeit entwickelten sie sich zum heute weltweit vorherrschenden Standard-Figurensatz. Andere historische Figurensätze wurden weitgehend verdrängt. Dieses Schicksal ereilte auch die in den 1930er Jahren entwickelten und danach jahrzehntelang im deutschen Schach verbreiteten Bundesform-Figuren. Staunton-Figuren werden speziell zur Verwendung in Wettkämpfen empfohlen, die unter der Ägide des Weltschachbundes durchgeführt werden.
Während des Zweiten Weltkrieges wurde das Werk Jaques of London von der deutschen Luftwaffe bombardiert. Im dadurch hervorgerufenen Brand wurden die Originalzeichnungen und Muster der Staunton-Figuren zerstört.